# Строитель (футбольный клуб, Ликино-Дулёво)
Строитель — советский футбольный клуб из Ликино-Дулёво. В зональном турнире второй группы 1949 года занял 2 место, в кубке СССР потерпел поражение в 1/2 зонального финала 1949 года.

## Известные игроки
- Матчин, Алексей Борисович
- Сухоставский, Владимир Андреевич